# Platycentropus indistinctus
Platycentropus indistinctus är en nattsländeart som först beskrevs av Walker 1852.  Platycentropus indistinctus ingår i släktet Platycentropus och familjen husmasknattsländor. Inga underarter finns listade i Catalogue of Life.